# Soluzione fondamentale
In matematica, una soluzione fondamentale per un operatore differenziale lineare alle derivate parziali {\displaystyle L} è una formulazione nel più recente linguaggio delle distribuzioni della precedente idea di funzione di Green. 
Si tratta della soluzione {\displaystyle F(x,y)} di un'equazione differenziale lineare {\displaystyle Lf(x)=0} (avente come coefficienti funzioni lisce) che soddisfa:
{\displaystyle LF(x,y)=\delta (x-y)\qquad y\neq x}
dove {\displaystyle \delta (x)} è la delta di Dirac, {\displaystyle y\in \mathbb {R} ^{n}} è fissato e {\displaystyle x\in \mathbb {R} ^{n}}.
Ogni equazione a coefficienti costanti ammette una soluzione fondamentale, e dunque ogni equazione ellittica.
Nella teoria dei segnali, l'analogo della soluzione fondamentale di un'equazione differenziale è la risposta impulsiva di un filtro.

## Esempio
Si consideri {\displaystyle Lf=\sin(x)} con:
{\displaystyle L={\frac {d^{2}}{dx^{2}}}}
La soluzione fondamentale può essere ottenuta risolvendo {\displaystyle LF=\delta (x)}, ovvero:
{\displaystyle {\frac {d^{2}}{dx^{2}}}F(x)=\delta (x)}
Dal momento che:
{\displaystyle {\frac {d}{dx}}H(x)=\delta (x)}
dove {\displaystyle H} è la funzione gradino di Heaviside, si ha una soluzione:
{\displaystyle {\frac {d}{dx}}F(x)=H(x)+C}
con {\displaystyle C} una costante arbitraria. Per convenienza, si pone {\displaystyle C=-1/2}.
Dopo aver integrato {\displaystyle dF/dx}, ponendo nulla la nuova costamte di integrazione si ha:
{\displaystyle F(x)=xH(x)-{\frac {1}{2}}x={\frac {1}{2}}|x|}
Si può allora trovare la soluzione dell'equazione di partenza facendo la convoluzione di {\displaystyle \sin(x)} con la soluzione fondamentale {\displaystyle F(x)=|x|/2}:
{\displaystyle f(x)=\int _{-\infty }^{\infty }{\frac {1}{2}}|x-y|\sin(y)dy}